# Laredo (Texas)
Laredo je město vzdálené 248 km jižně od San Antonia ve Webb County v Texasu v USA. Bylo založeno v roce 1755. Podle sčítání z roku 2010 žije ve městě 236 191 obyvatel. Velký růst město zaznamenalo v posledních 40 letech (ještě v roce 1970 mělo pod 70 tisíc obyvatel) a je druhým nejrychleji rostoucím městem v USA (po Las Vegas). Laredo je centrem okresu Webb County, který měl podle sčítání v roce 2010 přesně 250 304 obyvatel.
Město leží na 27°31,5' severní šířky a 99°29,5' východní délky, na hranici s Mexikem. Hned za ní leží 373tisícové Nuevo Laredo (Nové Laredo) – dalo by se tedy říci, že celkem jde o více než půlmilionovou konurbaci rozdělenou státní hranicí na dvě samostatná velkoměsta. 86,6 % obyvatel Lareda jsou běloši. 94,9 % obyvatel je hispánského a latinskoamerického původu.
Ekonomika v městě je z velké části založena na obchodu s Mexikem, je ale i atraktivní pro turistický ruch.
Laredo je největším říčním přístavem podél americko-mexické hranice. Město má čtyři mezinárodní silniční mosty a jeden železniční. Na severozápadním okraji města se nachází letiště Laredo International Airport.
Laredo je sídlem Texas A&M International University a Laredo Community College. Největší festival, Washington's Birthday Celebration, se koná během celého měsíce února.

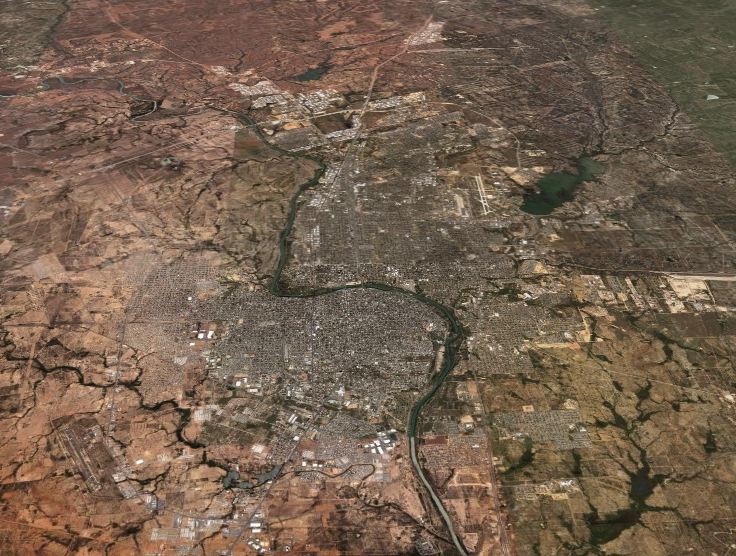
Satelitní snímek metropolitní oblasti Laredo/Nuevo Laredo.
Laredo v roce 1892. Tehdy mělo jen cca 11 tisíc obyvatel.